# ایان فرگوسن
ایان فرگوسن (به انگلیسی: Ian Ferguson) ورزشکار مرد رشتهٔ قایق‌رانی اهل کشور زلاندنو است. وی در بین سال‌های ‎۱۹۸۴ تا ۱۹۸۸ میلادی در مسابقات بازی‌های المپیک تابستانی در مجموع ۵ مدال، شامل ۴ مدال طلا و ۱ نقره را کسب کرد.